# Васильківський парк (Погребищенський район)
Васильківський парк — парк-пам'ятка садово-паркового мистецтва місцевого значення. Розташований на території с. Васильківці Погребищенського району Вінницької області. Оголошений відповідно до рішення 9 сесії Вінницької обласної Ради 22 скликання від 28.03.1997 р. 
Охороняється 30-річний парк з лісовими культурами та фруктовий сад, а також у парку знаходиться пам'ятник  односельцям, які загинули у Другу світову війну.
Особливо цінне те, що  парк  нараховує  більш як 40 видів  дерев, серед яких трапляються рідкісні для нашої  місцевості дуб червоний, модрина сибірська і японська, бобовник, сірий і чорний  горіхи, бук, катальпа, черемха пізньоцвітня, платан, гледичія, а також більше 10 видів кущів,серед яких рідкісні як горобинник, дерезогубець великий, магонія падуболиста та велика кількість трав'янистих  рослин нашої місцевості.
Всередині парку знаходяться оглядові алеї, а територія обсаджена більш старими  лісовими культурами.